# Національна бібліотека святих Кирила і Мефодія
Національна бібліотека святих Кирила і Мефодія (болг. Народна библиотека Св. Св. Кирил и Методий) — головна наукова бібліотека Болгарії. Бібліотека знаходиться в місті Софії.

## Історія
Бібліотека святих Кирила і Мефодія була заснована 4 квітня 1878 року. Через три роки бібліотека одержала статус національної. 1924 року до бібліотеки було приєднано Архів болгарського національного відродження.

## Спеціальні колекції
Окрім основних фондів у бібліотеці є 11 спеціальних колекцій:
- Колекція слов'янських рукописів та рукописів іноземними мовами
- Колекція стародруків, рідкісних і дорогоцінних видань
- Болгарська колекція Історичного архіву
- Колекції Східного відділення
- Колекція карт та графіки
- Офіційна колекція урядових публікацій
- Музична колекція
- Архів болгарської літератури
- Колекція іноземних книг та періодичних видань
- Довідкова колекція
- Спеціальна колекція в галузі бібліотечної справи

## Рукописи, інкунабули та архіви
У бібліотеці зберігаються слов'янські рукописи (понад 1500), що датуються ΧΙ-ΧΙΧ століттями.
Тут також зберігаються грецькі рукописи та рукописи із Західної Європи (бл. 200) з ΙΧ до ΧΙΧ століття.
Серед східних рукописів (бл. 3100) слід виділити арабські (500) та перські (150), що датуються ΧΙ-ΧΙΧ століттями.
Колекція східних архівів та колекція нових турецьких архівів поєднують численні архіви арабських та перських документів. Обидві колекції мають понад 500 000 документів та 714 реєстрів.
Велику цінність становлять 30 000 стародруків старослов'янською, болгарською та іншими мовами.
Окремо зберігається збірка східних стародруків: 2000 томів арабською, перською та турецькою мовою.
Болгарський історичний архів містить понад 1,5 млн документів та понад 700 окремих архівів видатних діячів Болгарії.
Колекція портретів та фотографій налічує 80 000 історичних зображень.